# Константиновская (Ставропольский край)
Константи́новская — станица в муниципальном образовании город-курорт Пятигорск Ставропольского края России.

## География
Расстояние до краевого центра: 145 км.

## История
Поселение было основано в 1836 году самовольно немцами из Поволжья как меннонитско-лютеранское село. В 1836 году станица утверждена властями и названа Константиновской в честь наследника престола. Старое название Бетания (Bethanien) было в неофициальном обиходе у немцев до наших дней.
В конце XIX века в станице имелось колонийское правление и суд, 1 лютеранская церковь, 1 школа, 84 двора, проживали 387 мужчин и 380 женщин. 603 десятин выгонной земли, 35 усадебной, 43 огородной, 200 пахотной, 600 сенокосной, 163 леса и кустарников, всего удобной 2644 десятин, неудобной — 62. Крупного рогатого скота — 596, лошадей — 263, мелкого рогатого скота — 99. Не имели крупного рогатого скота 2 двора, без лошадей — 2, не имели мелкого рогатого скота — 2. Имелось 1 питейное заведение, 1 мелочная лавка, 1 кузня. 2 мельницы.
Входила в менн. община и лют. приход в Пятигорске. Церковь (1892). Земли 2706 дес. (1889), 3180 дес. 2 мельницы, кузница, лавка, школа (1889).
До 1917 — Терская обл., Пятигорский (Георгиевский) окр./Новогригорьевский у., Новогригорьевская в.
В сов. период — Орджоникидзевский край, Минераловодский/Горячеводский/Пятигорский р-н.
Коопер. лавка, нач. школа, изба-читальня, сельсовет (1926).
Колхоз «Фриш анс Верк» (нем. «Бодро за дело!») (1931).
ГЭС (1939).
В 1 км западнее села Константиновка дислоцировалась исправительная трудовая колония № 5 НКВД, во время оккупации - концлагерь. В настоящее время - школа ДОСААФ.
До 1953 года входила в Горячеводский район, до 1959 года в город Пятигорск, до 1962 года в Предгорный район, до 1965 года в Минераловодский район, до 1988 года в Предгорный район.

## Константиновский сельсовет
Константиновский сельский Совет народных депутатов. Упоминается с 19.01.1920 года по 1996 год.

## Население
| 1874  | 1883  | 1889  | 1897  | 1905  | 1914  | 1918  |
| ----- | ----- | ----- | ----- | ----- | ----- | ----- |
| 310   | ↗472  | ↗767  | ↗885  | ↗990  | ↗1442 | ↘1000 |
| 1925  | 1926  | 1989  | 2002  | 2010  | 2014  | 2021  |
| ↗1221 | ↗1339 | ↗5145 | ↗7011 | ↗8623 | ↘7600 | ↗9412 |

Гендерный состав
По итогам переписи населения 2010 года проживали 4071 мужчина (47,21 %) и 4552 женщины (52,79 %).
Национальный состав
В 1897 году 628 немцев из 885 жителей.
В 1926 году 1308 немцев из 1339 жителей.
По итогам переписи населения 2010 года проживали следующие национальности (национальности менее 1 %, см. в сноске к строке "Другие"):
| Национальность | Численность | Процент |
| -------------- | ----------- | ------- |
| Русские        | 6608        | 76,63   |
| Армяне         | 1316        | 15,26   |
| Украинцы       | 127         | 1,47    |
| Азербайджанцы  | 97          | 1,12    |
| Другие         | 475         | 5,51    |
| Итого          | 8623        | 100,00  |

## Экономика
- Винсовхоз «Горячеводский» (бывший совхоз № 6). Упоминается в 1950—1991 годах[7]

## Русская православная церковь
- Церковь Тихона, Патриарха Всероссийского. Построена между 2010 и 2014 годами.
- Михаило-Архангельская церковь. Утрачена. Построена в 1850 году. Здание деревянное, покрыто соломой. Колокола размещены на деревянных столбах. В 1871 году построена и в том же году освящена новая деревянная на каменном фундаменте церковь с трёхэтажной колокольней. 12 апреля 1894 года церковь сгорела. В 1896—1901 годах построена новая церковь. Здание кирпичное с такой же колокольней в одной связи с церковью. К церкви была приписана домовая госпитальная церковь[16].

## Памятники
- Памятник воинам, погибшим в годы гражданской и Великой Отечественной войн, ул. Октябрьская, 108. 1968 год.  261711154810005